# Franzosenweiher
Der Franzosenweiher auch Chlosterweiher ist ein See in der Gemeinde Spreitenbach im schweizerischen Kanton Aargau.

## Lage
Der See liegt in einer Naturschutzzone im Wald zwischen Spreitenbach und Dietikon und ist für Fussgänger und Radfahrer innerhalb weniger Minuten über einen Weg zu erreichen, der von der Weiherstrasse in Spreitenbach in Richtung Süden zum Weiher führt. Die Naturschutzzone besteht aus dem Franzosenweiher und einigen kleineren Teichen in einem Feuchtgebiet sowie dem angrenzenden Waldstück auf dem Boden der Gemeinden Spreitenbach und Dietikon und ist von einer reichen Flora und Fauna geprägt. In der Mitte des Sees liegt eine dicht bewachsene Insel.

## Entstehung
Der früher grössere Weiher wurde von den Mönchen des Klosters Wettingen für die Forellenzucht angelegt, wodurch sich der Name Chlosterweiher bzw. Klosterweiher ableitet, der auch heute auf Karten zu finden ist.

## Namensgebung
Im Jahr 1799 schlugen die Truppen Napoleons hier ihr Lager auf, bevor sie beim Kloster Fahr die Limmat überquerten. Einer Legende zufolge entleerten die Franzosen den See, um die Fische zu rauben.

## Altes Bad
In der Naturschutzzone liegt auch das vom Ausfluss des südlich gelegenen Franzosenweihers gespeiste frühere Freibad von Spreitenbach. Es wurde 1933/34 errichtet und bis in die 1950er Jahre genutzt. Nach der Erbauung eines Schwimmbades in Dietikon geriet das Alte Bad zunehmend in Vergessenheit und verwahrloste. Heute ist das Alte Bad ein wichtiges Biotop innerhalb der Naturschutzzone, welches als solches von der Gemeinde gepflegt wird.

## Galerie

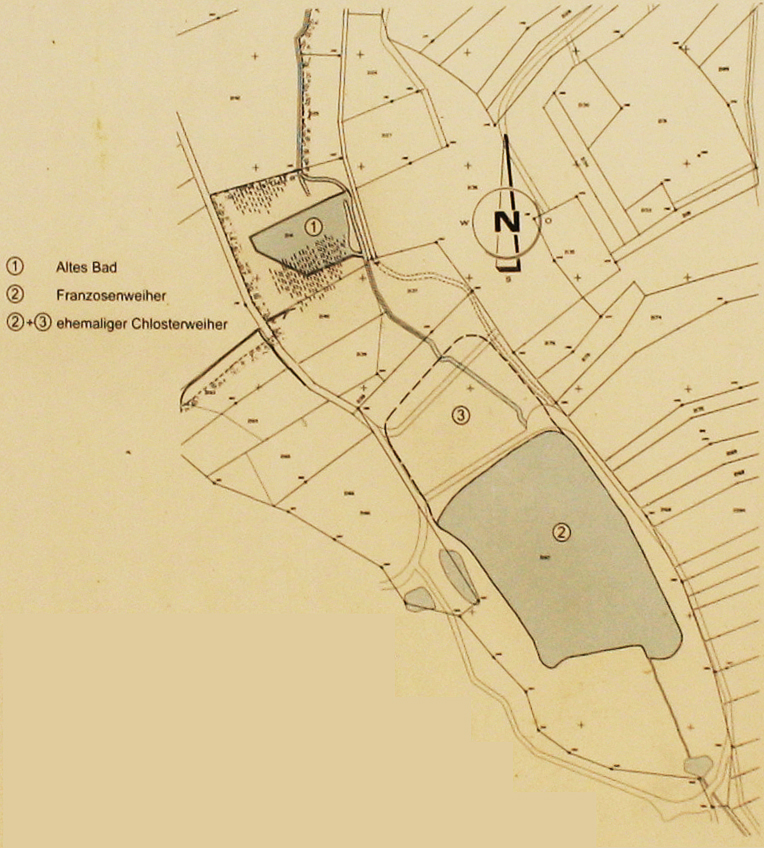
Karte des Franzosenweihers

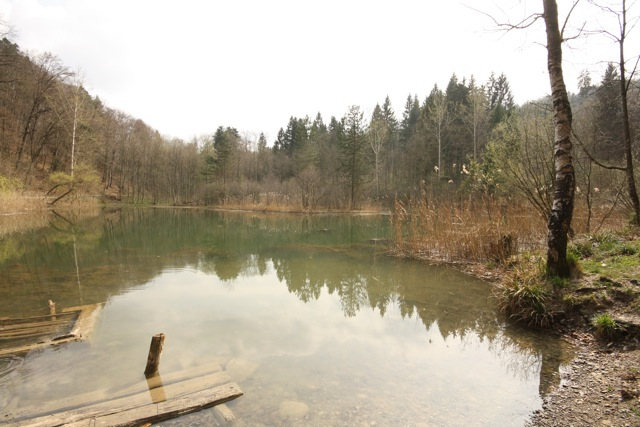
Der Franzosenweiher
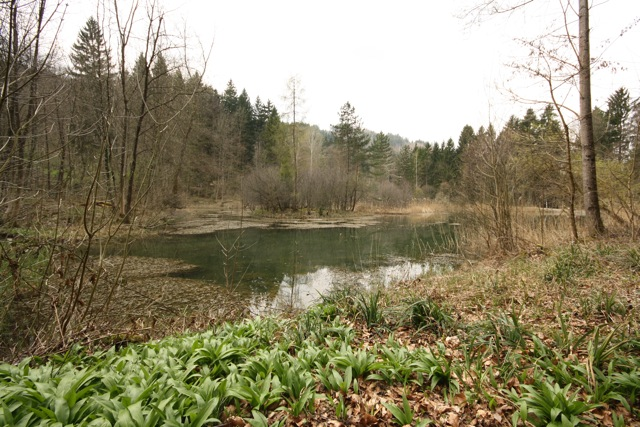
Der Franzosenweiher
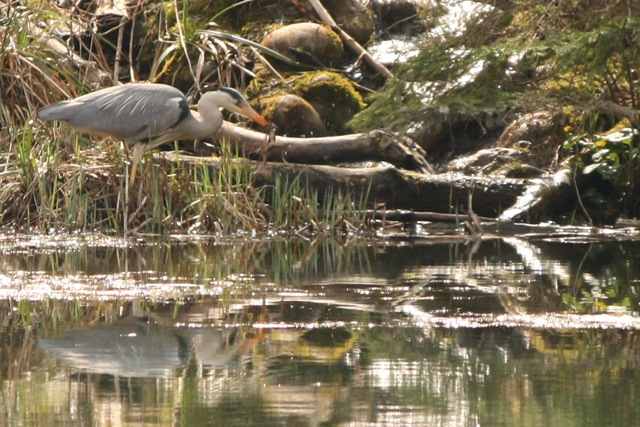
Fauna des Franzosenweihers
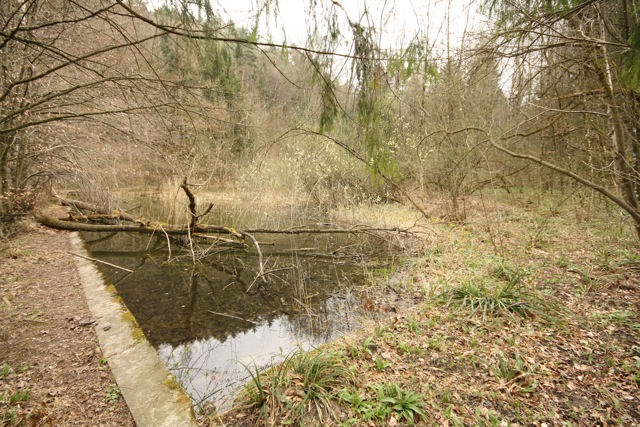
Altes Bad